# ヒーローを作った男 石ノ森章太郎物語
『ヒーローを作った男 石ノ森章太郎』（ヒーローをつくったおとこ いしのもりしょうたろうものがたり）は、2018年8月25日21:21 - 23:21に日本テレビ系『24時間テレビ 愛は地球を救う41』内で放送された単発ドラマ。
漫画家の石ノ森章太郎こと小野寺章太郎が大成するまでの半生と、それを支えつつ早世した亡姉の小野寺由恵に焦点を当てた内容となっている。Sexy Zoneの中島健人が主人公の石ノ森を演じ、視聴率は16.2%を記録した（ビデオリサーチ調べ、関東地区・世帯・リアルタイム）。

## キャスト

### 主人公
石森（小野寺） 章太郎
演 - 中島健人、林田悠作（子供時代）、田中奏生（中学生時代）
手塚治虫に憧れた漫画家の1人。
ナレーション
声 - 山寺宏一
ナレーションは後年の石ノ森の目線で行われており、作品全体も石ノ森の回想として展開される。

### 小野寺家
小野寺 由恵
演 - 木村文乃、中田華月（子供時代）、柿原りんか（章太郎が中学生の時代）
章太郎の姉。喘息の持病があり、体が弱い。
小野寺 康太郎
演 - 杉本哲太
章太郎・由恵の父。
小野寺 カシク
演 - 水野真紀
章太郎・由恵の母。
小野寺 利子
演 - 寺川里奈
章太郎の妻。
小野寺 丈
演 - 守永伊吹
章太郎・利子夫妻の長男。
小野寺 章
演 - 荒井悠
章太郎・利子夫妻の次男。

### トキワ荘の人々
手塚治虫に憧れた漫画家たち。
赤塚 不二夫
演 - 林遣都
石森と同時期に上京してきたライバルであり友人。
寺田 ヒロオ（テラさん）
演 - 大野拓朗
藤本 弘（藤子・F・不二雄）
演 - 中田圭祐
安孫子 素雄（藤子不二雄Ⓐ）
演 - 佐久本宝
つのだ じろう（ゴロちゃん）
演 - 松川尚瑠輝
鈴木 伸一（風ちゃん）
演 - 宮崎秋人
森安 なおや（森安氏）
演 - 楠元健一（ラフメイカー）
水野 英子（水野氏）
演 - 誠子（尼神インター）

### テレビ局
山平
演 - 和田聰宏
モデルは東映テレビプロデューサーの平山亨。
矢部
演 - 松本享恭
モデルは東映テレビプロデューサーの阿部征司。

### 出版社
川藤
演 - 高橋努
櫛原
演 - 山口翔悟
角山
演 - 今里真
屋根村
演 - 迫田孝也

### その他
手塚 治虫
演 - バカリズム
石森が上京してきたときには編集から逃亡し、石森が『鉄腕アトム』のペン入れをすることになる。その数年後にも逃亡し石森や赤塚、藤子不二雄たちがその話の続きを考えることになる（詳しくは、ぼくのそんごくう#トキワ荘版を参照）。また、『ジュン』の連載中に『ジュン』へ否定的な評価をしてしまい、そのことを石ノ森に詫びに行く（詳しくは、ジュン (漫画)#手塚治虫とのエピソードを参照）。
医師
演 - 梅沢富美男
石森にとって転機となる「ある知らせ」を伝える。
藤岡 弘
演 - 藤岡弘、
『仮面ライダー』の主人公・本郷猛を演じた俳優。藤岡が本人役で出演。
ショッカー戦闘員の役者
演 - 唐沢寿明
唐沢は若手の頃、ライダーマン（結城丈二）のスーツアクターをしていた経験がある。

## スタッフ
- 企画協力・監修：石森プロ
- 協力：手塚プロダクション、フジオ・プロダクション、コミックス・ウェーブ・フィルム、藤子プロ、藤子スタジオ、水野英子、鈴木伸一、寺田ヒロオ、森安なおや
- 劇中漫画：シュガー佐藤、峯松孝佳
- 取材協力：石ノ森萬画館、石ノ森章太郎ふるさと記念館
- 脚本：福原充則
- 演出：佐久間紀佳
- 音楽：coba
- サウンドデザイン：石井和之
- 柔道指導：池田貴志
- 特殊メイク：中田彰輝
- VFX：上田裕紀
- 医療監修：原義明
- 資料協力：小学館、講談社、秋田書店、岩波書店、集英社、光文社、少年画報社、辻なおき、中央公論新社、日本経済新聞出版社、手塚治虫記念館、トムス・エンタテインメント、毎日放送、東映
- 協力プロデューサー：枝見洋子
- ラインプロデューサー：馬場三輝（ケイファクトリー）
- プロデューサー：次屋尚、難波利昭（AX-ON）、大塚英治（ケイファクトリー）、田端綾子（ケイファクトリー）
- チーフプロデューサー：西憲彦
- 制作協力：日テレアックスオン、ケイファクトリー
- 製作著作：日本テレビ

## 宣伝
放送1週間前の2018年8月18日に同局で放送された『世界一受けたい授業』では、本作より中島健人と木村文乃、そして石ノ森作品『仮面ライダー』主演者の藤岡弘、が、本作の宣伝を兼ねて「生徒」出演、番組では齋藤孝（明治大学文学部教授）による特別授業「マンガの王様・石ノ森章太郎のすべて」が行われた。